# Afeganistão nos Jogos Olímpicos
O Afeganistão participou de 13 edições do Jogos Olímpicos de Verão, tendo sua primeira aparição em Berlim 1936. O país nunca esteve em qualquer edição dos Jogos Olímpicos de Inverno.

## Jogos Olímpicos de Verão
Em outubro de 1999, o Afeganistão foi banido dos Jogos Olímpicos de Sydney pelo COI, devido ao rígido tratamento do regime Talibã dado às mulheres, vetando-as da prática de qualquer esporte. A proibição foi revogada em 2003. Nos Jogos de Atenas, em 2004, a judoca Fariba Rezayee e a atleta Robina Muqimyar foram as primeiras mulheres afegãs a competir nas Olimpíadas.
Em Pequim 2008, o Afeganistão obteve a primeira medalha olímpica de sua história: Rohullah Nikpai obteve o bronze no taekwondo, feito que repetiria na edição seguinte, em Londres.

### Quadro de medalhas
| Jogos                 | Número de atletas | Ouro           | Prata          | Bronze         | Total          | Classificação geral |                |
| 1896 Atenas           | não participou    | não participou | não participou | não participou | não participou | não participou      | não participou |
| 1900 Paris            | não participou    | não participou | não participou | não participou | não participou | não participou      | não participou |
| 1904 St. Louis        | não participou    | não participou | não participou | não participou | não participou | não participou      | não participou |
| 1908 Londres          | não participou    | não participou | não participou | não participou | não participou | não participou      | não participou |
| 1912 Estocolmo        | não participou    | não participou | não participou | não participou | não participou | não participou      | não participou |
| 1920 Antuérpia        | não participou    | não participou | não participou | não participou | não participou | não participou      | não participou |
| 1924 Paris            | não participou    | não participou | não participou | não participou | não participou | não participou      | não participou |
| 1928 Amsterdã         | não participou    | não participou | não participou | não participou | não participou | não participou      | não participou |
| 1932 Los Angeles      | não participou    | não participou | não participou | não participou | não participou | não participou      | não participou |
| 1936 Berlim           | 14                | 0              | 0              | 0              | 0              | –                   |                |
| 1948 Londres          | 30                | 0              | 0              | 0              | 0              | –                   |                |
| 1952 Helsinque        | não participou    | não participou | não participou | não participou | não participou | não participou      | não participou |
| 1956 Melbourne        | 12                | 0              | 0              | 0              | 0              | –                   |                |
| 1960 Roma             | 12                | 0              | 0              | 0              | 0              | –                   |                |
| 1964 Tóquio           | 8                 | 0              | 0              | 0              | 0              | –                   |                |
| 1968 Cidade do México | 5                 | 0              | 0              | 0              | 0              | –                   |                |
| 1972 Munique          | 8                 | 0              | 0              | 0              | 0              | –                   |                |
| 1976 Montreal         | não participou    | não participou | não participou | não participou | não participou | não participou      | não participou |
| 1980 Moscou           | 11                | 0              | 0              | 0              | 0              | –                   |                |
| 1984 Los Angeles      | não participou    | não participou | não participou | não participou | não participou | não participou      | não participou |
| 1988 Seul             | 5                 | 0              | 0              | 0              | 0              | –                   |                |
| 1992 Barcelona        | não participou    | não participou | não participou | não participou | não participou | não participou      | não participou |
| 1996 Atlanta          | 2                 | 0              | 0              | 0              | 0              | –                   |                |
| 2000 Sydney           | não participou    | não participou | não participou | não participou | não participou | não participou      | não participou |
| 2004 Atenas           | 5                 | 0              | 0              | 0              | 0              | –                   |                |
| 2008 Pequim           | 4                 | 0              | 0              | 1              | 1              | 80º                 |                |
| 2012 Londres          | 6                 | 0              | 0              | 1              | 1              | 79º                 |                |
| 2016 Rio de Janeiro   | 3                 | 0              | 0              | 0              | 0              | –                   |                |
| Total                 | 125               | 0              | 0              | 2              | 2              |                     |                |

### Medalhas por esporte
| Esporte   | Ouro | Prata | Bronze | Total |
| Taekwondo | 0    | 0     | 2      | 2     |
| Total     | 0    | 0     | 2      | 2     |

### Lista de medalhas
| Medalha | Atleta          | Jogos        | Esporte   | Categoria         |
| ------- | --------------- | ------------ | --------- | ----------------- |
| bronze  | Rohullah Nikpai | 2008 Pequim  | Taekwondo | Masculino - 58 kg |
| bronze  | Rohullah Nikpai | 2012 Londres | Taekwondo | Masculino - 68 kg |